# Eugenia cuprea
Eugenia cuprea är en myrtenväxtart som först beskrevs av Otto Karl Berg, och fick sitt nu gällande namn av Franz Josef Niedenzu. Eugenia cuprea ingår i släktet Eugenia och familjen myrtenväxter. Inga underarter finns listade i Catalogue of Life.